# Francesco Ferrigno
Francesco Ferrigno (* 1686 in Trapani; † 1766 in Palermo) war ein italienischer Architekt des Barocks auf Sizilien.
Ferrigno entstammte einer Mauerfamilie in Trapani. Über seinen Ausbildungs- und Lebensweg ist nichts bekannt. Er arbeitete vornehmlich in Palermo an Entwürfen für die Ausstattung von Kirchen mit Stuck, die häufig von Procopio Serpotta und seiner Werkstatt ausgeführt wurden.

## Werke
- San Matteo al Cassaro (Palermo): Innenausstattung (um 1728)
- Sant’Ignazio all’Olivella (Palermo): Entwurf der Kuppel (1732)
- Sant’Anna la Misericordia (Palermo): Instandsetzung der Fassade (1736) mit Giovanni Biagio Amico
- Chiesa del Crocifisso (Montemaggiore Belsito): Entwurf der Innendekoration mit Filippo Randazzo (1692–1748)
- Santa Maria del Lume (Palazzo Adriano): Architektonische Leitung (1751)